# Teniku Talesi Honolulu

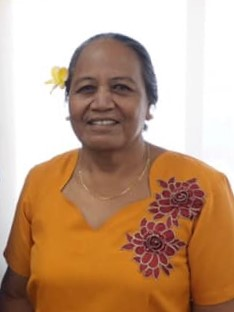
Teniku Talesi Honolulu

Teniku Talesi Honolulu MBE war von 22. August 2019 bis Januar 2021 amtierende Generalgouverneurin von Tuvalu. Sie ist die Nachfolgerin von Iakoba Italeli, der bei den Parlamentswahlen 2019 zurückgetreten war.

## Werdegang
2012 war Teniku Talesi Honolulu stellvertretende Sekretärin im Ministerium für Inneres und ländliche Entwicklung. Am 22. August 2019 wurde sie zur Generalgouverneurin von Tuvalu ernannt. Am 19. September 2019 berief sie das tuvaluische Parlament zu einem Treffen, bei dem Kausea Natano  mit einer 10-zu-6-Mehrheit zum Premierminister gewählt wurde.